# Nasir Bajtursunow
Nasir (Nasyr) Najtursunow (ros. Насир (Насыр) Байтурсунов, ur. 18 listopada 1918 we wsi Kokomeren obecnie w obwodzie czujskim, zm. 11 maja 1995 we wsi Kożomkuł w Kirgistanie) – radziecki wojskowy, starszyna.

## Życiorys
Urodził się w kirgiskiej rodzinie chłopskiej. Skończył 7 klas i technikum pedagogiczne w mieście Frunze (obecnie Biszkek), pracował w wiejskiej szkole. W lutym 1943 został powołany do Armii Czerwonej, od maja 1943 uczestniczył w wojnie z Niemcami. Walczył w składzie 1086 pułku piechoty 323 Dywizji Piechoty 33 Armii jako celowniczy i później dowódca działonu 45-milimetrowego działa na Froncie Briańskim, 1 i 2 Białoruskim. Forsował Druć, Desnę, Berezynę, Wisłę i Odrę. Brał udział w walkach na terytorium Białorusi, Polski, Pomorza i Śląska oraz z operacji berlińskiej. W 1944 został przyjęty do WKP(b). 24 i 29 czerwca 1944 podczas operacji białoruskiej w rejonie rohaczowskim (w obwodzie homelskim) i w obwodzie mińskim) wyróżnił się przy odpieraniu niemieckich kontrataków, gdy zadał Niemcom duże straty. W sierpniu 1944 w walkach nad Narwią zniszczył trzy stanowiska ogniowe wroga i zabił ponad 20 niemieckich żołnierzy. 14 stycznia 1945 wyróżnił się w walkach w rejonie Kijanki. 17 kwietnia 1945 brał udział w walkach o miasto Fürstenberg w Niemczech. Po wojnie w 1945 został zdemobilizowany w stopniu starszyny, później pracował w kołchozie przy hodowli koni.

## Odznaczenia
- Order Wojny Ojczyźnianej I klasy (11 marca 1985)
- Order Czerwonej Gwiazdy (13 listopada 1944)
- Order Sławy I klasy (29 maja 1945)
- Order Sławy II klasy (14 kwietnia 1945)
- Order Sławy III klasy (dwukrotnie, 24 sierpnia 1944 i 14 grudnia 1944)
- Medal „Za Odwagę” (ZSRR) (19 czerwca 1944)

I inne.